# CWHL 2013/14
Die Saison 2013/14 war die siebte Spielzeit der Canadian Women’s Hockey League (CWHL), der höchsten kanadischen Spielklasse im Fraueneishockey. Die Stars de Montréal gewannen die Regular Season der CWHL, während die Toronto Furies zum ersten Mal in deren Vereinsgeschichte den Clarkson Cup gewannen.
Aufgrund der Austragung der Olympischen Winterspiele 2014 im russischen Sotschi fand ein Großteil der Saison ohne die kanadischen und US-amerikanischen Topspielerinnen der Vorjahre statt, da sich diese mit ihren jeweiligen Eishockeyverbänden Hockey Canada oder USA Hockey außerhalb des Spielbetriebs in einem gesonderten Vorbereitungsprogramm auf das olympische Eishockeyturnier befanden. Nach dem Turnier kehrte ein Teil der Spielerinnen in die jeweiligen Kader zurück.

## Teilnehmer
Im Vorfeld der Saison 2013/14 wurde das Team Alberta in Calgary Inferno umbenannt, wobei sich sowohl der Name, als auch die Gestaltung des Logos auf das Partnerteam der Calgary Flames bezogen.
| Team              | Standort                   | Gründung | Spielstätte                 |
| ----------------- | -------------------------- | -------- | --------------------------- |
| Brampton Thunder  | Brampton, Ontario          | 1998     | Century Gardens Arena       |
| Toronto Furies    | Toronto, Ontario           | 2011     | MasterCard Centre           |
| Stars de Montréal | Montréal, Québec           | 2007     | Centre Étienne Desmarteau   |
| Boston Blades     | Boston, Massachusetts, USA | 2010     | Ristuccia Arena, Wilmington |
| Calgary Inferno   | Calgary, Alberta           | 2011     | Winsport Canada             |

## CWHL Draft
Am 26. August 2013 führte die CWHL zum vierten Mal einen Draft für Spielerinnen durch. Die Veranstaltung wurde erneut in Mississauga durchgeführt. An erster Stelle wurde Jessica Wong von den Calgary Inferno ausgewählt. Insgesamt sicherten sich die 5 Teams die Rechte an 66 Spielerinnen, won denen mehr als 50 aus dem Spielbetrieb der NCAA stammten.
| #   | Spieler                   | Team     | College                  |
| --- | ------------------------- | -------- | ------------------------ |
| 1.  | Jessica Wong (F)          | Calgary  | Duluth Bulldogs          |
| 2.  | Katie Wilson (F)          | Toronto  | Duluth Bulldogs          |
| 3.  | Jess Jones (F)            | Brampton | Mercyhurst Lakers (CHA)  |
| 4.  | Lauriane Rougeau (D)      | Montréal | Cornell University       |
| 5.  | Blake Bolden (D)          | Boston   | Boston College           |
| 6.  | Delayne Brian (G)         | Calgary  | Robert Morris University |
| 7.  | Holly Carrie-Mattimoe (F) | Toronto  | Syracuse University      |
| 8.  | Danielle Skirrow (F)      | Brampton | Clarkson University      |
| 9.  | Catherine Herron (G)      | Montréal | Université de Montréal   |
| 10. | Jillian Dempsey (F)       | Boston   | Harvard Crimson          |

## Reguläre Saison
Die reguläre Saison begann am 2. November 2013 und endete am 16. März 2014. Die vier punktbesten Mannschaften qualifizierten sich für das Finalturnier um den Clarkson Cup.

### Tabelle
| Pl. | Mannschaft        | Sp | S  | OTN | N  | Tore  | Punkte |
| --- | ----------------- | -- | -- | --- | -- | ----- | ------ |
| 1.  | Stars de Montréal | 23 | 19 | 2   | 2  | 96:47 | 42     |
| 2.  | Boston Blades     | 24 | 13 | 0   | 11 | 77:71 | 26     |
| 3.  | Calgary Inferno   | 24 | 12 | 1   | 11 | 62:70 | 25     |
| 4.  | Toronto Furies    | 23 | 10 | 3   | 10 | 70:61 | 23     |
| 5.  | Brampton Thunder  | 24 | 5  | 3   | 16 | 43:99 | 13     |

Abkürzungen: Pl. = Platz, Sp = Spiele, S = Siege, OTN = Niederlagen nach Verlängerung (Overtime), N = Niederlagen
Erläuterungen: Meister der regulären Saison

### Statistik

#### Beste Scorerinnen
Quelle: pointstreak.com; Abkürzungen: Sp = Spiele, T = Tore, V = Assists, Pkt = Punkte, +/− = Plus/Minus, SM = Strafminuten; Fett: Saisonbestwert
| Spieler            | Mannschaft | Sp | T  | V  | Pkt | +/− | SM |
| ------------------ | ---------- | -- | -- | -- | --- | --- | -- |
| Ann-Sophie Bettez  | Montréal   | 23 | 16 | 24 | 40  | +23 | 12 |
| Sarah Vaillancourt | Montréal   | 17 | 12 | 23 | 35  | +16 | 12 |
| Vanessa Davidson   | Montréal   | 23 | 11 | 20 | 31  | +14 | 20 |
| Cathy Chartrand    | Montréal   | 23 | 9  | 21 | 30  | +18 | 32 |
| Jillian Dempsey    | Boston     | 24 | 14 | 14 | 28  | +10 | 8  |
| Danielle Stone     | Calgary    | 24 | 15 | 10 | 25  | +17 | 14 |
| Carolyne Prévost   | Toronto    | 23 | 11 | 12 | 23  | +4  | 6  |
| Alyssa Baldin      | Toronto    | 23 | 8  | 15 | 23  | +6  | 14 |
| Julie Paetsch      | Calgary    | 24 | 13 | 9  | 22  | +4  | 10 |

#### Beste Torhüterinnen
Quelle: pointstreak.com; Abkürzungen: Sp = Spiele, Min = Eiszeit (in Minuten), GT = Gegentore, SO = Shutouts, Sv% = gehaltene Schüsse (in %), GTS = Gegentorschnitt; Fett: Turnierbestwert
| Spieler             | Mannschaft | Sp | Min     | S  | OTN | SON | N  | GT | GTS  | SVS | Sv%  | SO |
| ------------------- | ---------- | -- | ------- | -- | --- | --- | -- | -- | ---- | --- | ---- | -- |
| Catherine Herron    | Montréal   | 18 | 995:52  | 14 | 0   | 1   | 2  | 35 | 2,11 | 346 | 90,8 | 3  |
| Sami Jo Small       | Toronto    | 8  | 488:56  | 6  | 0   | 1   | 1  | 18 | 2,21 | 208 | 92,0 | 0  |
| Delayne Brian       | Calgary    | 14 | 809:10  | 8  | 0   | 1   | 5  | 34 | 2,52 | 290 | 89,5 | 1  |
| Brittany Ott        | Boston     | 17 | 937:04  | 10 | 0   | 0   | 6  | 41 | 2,63 | 475 | 92,1 | 1  |
| Christina Kessler   | Toronto    | 15 | 905:41  | 4  | 1   | 1   | 9  | 41 | 2,72 | 403 | 90,8 | 1  |
| Kathy Desjardins    | Calgary    | 11 | 647:37  | 4  | 0   | 0   | 6  | 33 | 3,06 | 274 | 89,3 | 0  |
| Sonja van der Bliek | Brampton   | 18 | 1028:59 | 4  | 2   | 0   | 11 | 62 | 3,62 | 468 | 88,3 | 0  |

### Auszeichnungen
Die CWHL Awards 2014 wurden am 19. März 2014 in Markham, Ontario, im Rahmen einer Gala übergeben.

#### Spielertrophäen
- Most Valuable Player: Ann-Sophie Bettez, Montréal
- Angela James Bowl (Topscorerin): Ann-Sophie Bettez, Montréal
- Rookie of the Year: Jillian Dempsey, Boston
- Trainerin des Jahres: Sommer West, Toronto
- Beste Stürmerin: Ann-Sophie Bettez, Montréal
- Beste Verteidigerin: Cathy Chartrand, Montréal
- Beste Torhüterin: Delayne Brian, Calgary

#### All-Star-Teams
| First All-Star Team |                                                      |
| Angriff:            | Ann-Sophie Bettez – Danielle Stone – Jillian Dempsey |
| Verteidigung:       | Blake Bolden – Cathy Chartrand                       |
| Tor:                | Christina Kessler                                    |

| Second All-Star Team |                                                     |
| Angriff:             | Jenna Cunningham – Carolyne Prévost – Alyssa Baldin |
| Verteidigung:        | Jessica Wong – Danielle Skirrow                     |
| Tor:                 | Brittany Ott                                        |

| All-Rookie Team |                                                 |
| Angriff:        | Jillian Dempsey – Alyssa Baldin – Jill Cardella |
| Verteidigung:   | Blake Bolden – Jessica Wong                     |
| Tor:            | Delayne Brian                                   |

## Clarkson Cup
Der Clarkson Cup 2014 war die fünfte Austragung des gleichnamigen Wettbewerbs. Am Finalturnier nahmen ausschließlich vier Vertreter der Canadian Women’s Hockey League teil. Das Turnier wurde vom 19. bis 22. März 2014 erneut im Markham Centennial Centre in Markham in der Provinz Ontario ausgetragen.
Die Toronto Furies gewannen bei ihrer ersten Teilnahme den Clarkson Cup durch einen 1:0-Sieg über den Titelverteidiger, die Boston Blades. Geprägt wurde das Turnier maßgeblich durch die in die einzelnen Teamkader zurückgekehrten kanadischen und US-amerikanischen Nationalspielerinnen, die bei den Olympischen Winterspielen die Gold- respektive Silbermedaille gewonnen hatten.

### Modus
Die vier Teilnehmer am Finalturnier trugen zunächst eine Vorrunde (Einfachrunde) aus, in der die zwei Finalteilnehmer ermittelt wurden. Das Finale wurde in einem einzigen Spiel entschieden.

### Vorrunde
| 19. März 2014 11:15 Uhr (Ortszeit) | Toronto Furies K. Chevrie (17:12) M. Aarts (21:18) N. Spooner (50:43) | 3:2 (1:1, 1:0, 1:1) Spielbericht | Calgary Inferno D. Stone (6:53) T. Schroeder (55:08) | Centennial Centre, Markham Zuschauer: k. A. |

| 19. März 2014 19:40 Uhr | Boston Blades K. Buesser (46:34) | 1:0 (0:0, 0:0, 1:0) Spielbericht | Stars de Montréal | Centennial Centre, Markham Zuschauer: k. A. |

| 20. März 2014 11:10 Uhr | Toronto Furies H. Knight (8:10) K. Buesser (12:20) | 1:2 (1:2, 0:0, 0:0) Spielbericht | Boston Blades H. Carrie-Mattimoe (12:50) | Centennial Centre, Markham Zuschauer: k. A. |

| 20. März 2014 19:30 Uhr | Calgary Inferno D. Stone (24:59) J. Paetsch (49:12) D. Stone (54:01) A. Laking (59:55) | 4:5 (0:0, 1:3, 3:2) Spielbericht | Stars de Montréal A.-S. Bettez (26:35) C. Chartrand (28:23) D. Thibault (39:37) A.-S. Bettez (53:42) A.-S. Bettez (59:35) | Centennial Centre, Markham Zuschauer: k. A. |

| 21. März 2014 11:10 Uhr | Toronto Furies J. Kohanchuk (20:26) N. Spooner (PS) | 2:1 n. P. (0:0, 1:0, 0:1, 0:0, 1:0) Spielbericht | Stars de Montréal E. Blais (42:30) | Centennial Centre, Markham Zuschauer: k. A. |

| 21. März 2014 19:40 Uhr | Calgary Inferno T. Peacock (14:03) J. Paetsch (33:20) | 2:6 (1:3, 1:2, 0:1) Spielbericht | Boston Blades K. Stack (1:49) H. Knight (3:31) K. Buesser (17:09) H. Knight (26:36) H. Knight (32:01) H. Knight (59:34) | Centennial Centre, Markham Zuschauer: k. A. |

| Pl. |                   | Sp | S | OTN | N | Tore  | Punkte |
| 1.  | Boston Blades     | 3  | 3 | 0   | 0 | 09:04 | 6      |
| 2.  | Toronto Furies    | 3  | 2 | 0   | 1 | 06:05 | 4      |
| 3.  | Stars de Montréal | 3  | 1 | 1   | 1 | 06:07 | 3      |
| 4.  | Calgary Inferno   | 3  | 0 | 0   | 3 | 08:14 | 0      |

Abkürzungen: Pl. = Platz, Sp = Spiele, S = Siege, OTN = Niederlagen nach Verlängerung (Overtime), N = Niederlagen
Erläuterungen: Für das Finale qualifiziert

### Finale
| 22. März 2014 14:10 Uhr (Ortszeit) | Toronto Furies B. Smith (60:33) | 1:0 n. V. (0:0, 0:0, 0:0, 1:0) Spielbericht | Boston Blades | Centennial Centre, Markham Zuschauer: k. A. |

### Clarkson-Cup-Sieger
| Clarkson-Cup-Sieger Toronto Furies | Torhüterinnen: Christina Kessler, Sami Jo Small Verteidigerinnen: Michelle Bonello, Tessa Bonhomme, Martine Garland, Lexie Hoffmeyer, Shannon Moulson, Britni Smith Angreiferinnen: Meagan Aarts, Julie Allen, Alyssa Baldin, Brooke Beazer, Holly Carrie-Mattimoe, Kori Cheverie, Jenelle Kohanchuk, Lisa Mullan, Jordanna Peroff, Carolyne Prévost, Natalie Spooner, Jessica Vella, Katie Wilson, Kelly Zamora, Kristy Zamora Trainerstab: Sommer West, Mark Penelton |

### Statistik

#### Beste Scorerinnen
Quelle: pointstreak.com; Abkürzungen: Sp = Spiele, T = Tore, V = Assists, Pkt = Punkte, +/− = Plus/Minus, SM = Strafminuten; Fett: Bestwert
| Spieler         | Mannschaft | Sp | T | V | Pkt | +/− | SM |
| --------------- | ---------- | -- | - | - | --- | --- | -- |
| Kate Buesser    | Boston     | 4  | 3 | 4 | 7   | +4  | 4  |
| Hilary Knight   | Boston     | 4  | 5 | 1 | 6   | +4  | 0  |
| Kelli Stack     | Boston     | 4  | 1 | 5 | 6   | +3  | 0  |
| Natalie Spooner | Toronto    | 4  | 2 | 3 | 5   | +4  | 0  |
| Taryn Peacock   | Calgary    | 3  | 1 | 4 | 5   | +3  | 2  |
| Danielle Stone  | Calgary    | 3  | 3 | 1 | 4   | +2  | 6  |
| Julie Paetsch   | Calgary    | 3  | 2 | 2 | 4   | +3  | 2  |

#### Beste Torhüterinnen
Quelle: pointstreak.com; Abkürzungen: Sp = Spiele, Min = Eiszeit (in Minuten), GT = Gegentore, SO = Shutouts, Sv% = gehaltene Schüsse (in %), GTS = Gegentorschnitt; Fett: Turnierbestwert
| Spieler           | Mannschaft | Sp | Min    | S | N | OTN | SON | GT | GTS  | SVS | Sv%  | SO |
| ----------------- | ---------- | -- | ------ | - | - | --- | --- | -- | ---- | --- | ---- | -- |
| Brittany Ott      | Boston     | 3  | 180:33 | 2 | 1 | 0   | 0   | 3  | 1,00 | 70  | 95,9 | 1  |
| Christina Kessler | Toronto    | 4  | 249:20 | 3 | 0 | 0   | 1   | 5  | 1,20 | 112 | 95,7 | 1  |
| Catherine Herron  | Montréal   | 3  | 189:27 | 1 | 0 | 1   | 1   | 6  | 1,90 | 72  | 92,3 | 0  |
| Delayne Brian     | Calgary    | 2  | 118:48 | 0 | 0 | 0   | 2   | 7  | 3,54 | 52  | 88,1 | 0  |

### Auszeichnungen
- Most Valuable Player: Natalie Spooner, Toronto Furies
- Topscorer: Kate Buesser, Boston Blades
- Beste Stürmerin: Natalie Spooner, Toronto Furies
- Beste Torhüterin: Christina Kessler, Toronto Furies